# John Major
John Roy Major, född 29 mars 1943 i Sutton i London, är en brittisk konservativ politiker, som var partiledare och premiärminister 1990–1997. Han ingick innan dess i Margaret Thatchers regeringar som utrikesminister 1989 och finansminister 1989–1990. 
I jämförelse med de flesta andra brittiska premiärministrar har Major en mer blygsam bakgrund som son till en försäljare av trädgårdsprydnader. Han slutade skolan vid sexton års ålder, men kompletterade utbildningen med olika kvällskurser.
Major är riddare av Strumpebandsorden sedan 2005.

## Uppväxt
Major föddes på sjukhuset St Helier i Londonförorten Carshalton. Hans far hette Tom Pascal Hubert Major-Ball och var en gammal varieté-artist, under Majors uppväxt ägare av en affärsverksamhet inom trädgårdsbranschen. Han döptes med ett andra förnamn, Roy, men namnet finns inte med på hans födelsebevis och han har inte heller använt det sedan 1980-talet.
Han gick i grundskolan på Cheam Common och gick därefter på Rutlish Grammar School i sydvästra London. Han fick där en ganska anspråkslös utbildning. På 1950-talet gick hans fars trädgårdsverksamhet i konkurs och familjen tvingades att flytta till Brixton 1955. Han såg sin första politiska debatt i parlamentets underhus 1956 och menade efteråt att detta var startpunkten för hans politiska ambitioner.
Major slutade skolan vid sexton års ålder 1959 med tre så kallade ordinary level-examina i historia, engelska och engelsk litteratur. Han skulle senare utbilda sig på högre nivå genom distanskurser i matematik, nationalekonomi och studier av den brittiska konstitutionen. Han sökte arbete som busschaufför efter skolan men fick inte platsen. En del har hävdat att detta berodde på hans längd, även om tidiga rapporter i media felaktigt menade att det berodde på hans bristande aritmetiska kunskaper. Hans första arbete var i försäkringsbolaget Pratt & Sons 1959. Han hjälpte därefter ett tag, tillsammans med sin bror Terry Major-Ball, sin far med trädgårdsverksamheten. Det var vid den här tidpunkten som han gick med i Young Conservatives, konservativa partiets ungdomsförbund, i Brixton.
Efter en tids arbetslöshet började han 1963 arbeta på det statliga London Electricity Board. Hans efterträdare som premiärminister, Tony Blair, arbetade också som ung på London Electricity Board. Han beslöt sig för att läsa en distanskurs i bankverksamhet. I maj 1965 tillträdde han en tjänst på Standard Chartered Bank och steg hastigt i graderna. 1967 reste han å tjänstens vägnar till Nigeria, där han nästan omkom i en bilolycka.

## Politisk karriär
Majors politiska karriär började 1968 när han valdes in i Lambeth London Borough Council. Han blev ordförande i bostadskommittén. Han förlorade sin plats 1971. Han var kandidat till parlamentet i båda parlamentsvalen 1974 men valdes inte in då. 1979 blev han invald som parlamentsledamot för Huntingdonshire i östra England, en säker valkrets för Konservativa partiet. 1981 utsågs han till assistent på ministernivå och 1985 till statssekreterare. 1987 blev han vice finansminister, Chief Secretary to the Treasury. 1989 utsågs han till utrikesminister och kort därefter till finansminister.

## Premiärminister
Efter att Margaret Thatcher annonserat sin avgång som partiledare och premiärminister i november 1990 blev Major en av tre partiledarkandidater, tillsammans med Michael Heseltine och Douglas Hurd.  Partiledarfrågan i Konservativa partiet avgjordes vid denna tid med omröstning i parlamentsgruppen. I den första röstningsomgången fick Major, den klart yngsta av de tre, nästan 50 % av rösterna. Heseltine och Hurd valde då att dra tillbaka sina kandidaturer, och Major tillträdde som premiärminister 28 november 1990.
Den brittiska ekonomin gick in i en djup recession i början av Majors period som premiärminister och utsikterna för att vinna parlamentsvalet 1992 bedömdes som osäkra. Major förde dock en aktiv valkampanj med många informella tal över hela landet och lyckades vinna en knapp majoritet i parlamentet. Ekonomin återhämtade sig senare, men det konservativa partiet tyngdes av skandaler och interna strider, särskilt kring europapolitiken, där Major stod för en relativt EU-vänlig politik medan många parlamentsledamöter och partimedlemmar var starkt skeptiska till EU. I valet 1997 gick de konservativa starkt tillbaka och Labourpartiet under Tony Blairs ledning vann en jordskredsseger. Konservativa partiets andel av rösterna var den lägsta sedan 1832. Major meddelade omedelbart sin avgång som premiärminister och partiledare. Han lämnade sin plats i underhuset efter valet 2001.

### Kuwaitkriget
Major var Storbritanniens premiärminister under Kuwaitkriget 1991, och spelade en viktig roll när han övertalade USA:s president George H.W. Bush att stödja zoner med flygförbud i Irak för att skydda kurderna och shiamuslimerna från Saddam Husseins regim.

### Nordirland
Major sa i november 1993, att "att sitta ned och tala med Mr. Adams och provisoriska IRA... skulle få min mage att vända sig in och ut" ("to sit down and talk with Mr. Adams and the Provisional IRA... would turn my stomach"), men det till IRA närstående partiet Sinn Féin avslöjade då för media att hemliga samtal regelbundet hållits sedan februari samma år. Den så kallade Downing Street-deklarationen, som bland annat slog fast den nordirländska befolkningens rätt till självbestämmande, skrevs under 15 december 1993 av Major och Irlands premiärminister Albert Reynolds, och ledde till att IRA i augusti 1994 inledde en vapenvila. Majors arbete banade vägen för fredsavtalet från 1998, Långfredagsavtalet, även om det undertecknades efter hans ämbetsperiod.

## Efter pensionen
Major har i huvudsak hållit en låg profil efter avgången. 1999 utgav han sina memoarer, John Major – The autobiography. 2002 framkom att han under 80-talet hade ett utomäktenskapligt förhållande med den dåvarande biträdande hälsoministern Edwina Currie. År 2006 ställde han sig i spetsen för kravet på att en oberoende undersökningskommission skulle granska Tony Blairs beslut att gå med i Irakkriget. Major engagerade sig på den förlorande stanna-sidan i folkomröstningen om Storbritanniens EU-medlemskap 2016.

## Major i populärkulturen
En bild på Major finns med på omslaget till singeln I Didn't Mean It av Status Quo. På omslaget visas tio kända profiler, som hamnat i trubbel med rättvisan.